# Octospora rubens
Octospora rubens är en svampart som först beskrevs av Jean Louis Emile Boudier, och fick sitt nu gällande namn av Meinhard (Michael) Moser 1963. Octospora rubens ingår i släktet Octospora och familjen Pyronemataceae.   Inga underarter finns listade i Catalogue of Life.